# 슬랫

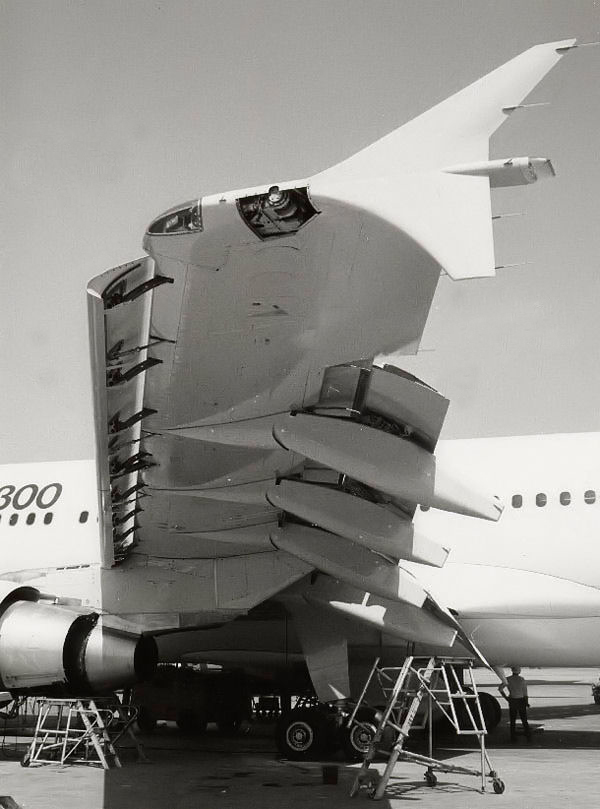
항공기의 최첨단 슬래트의 위치(에어버스 A310-300). 이 사진에서 슬래트는 아래로 처진 채로 있다.

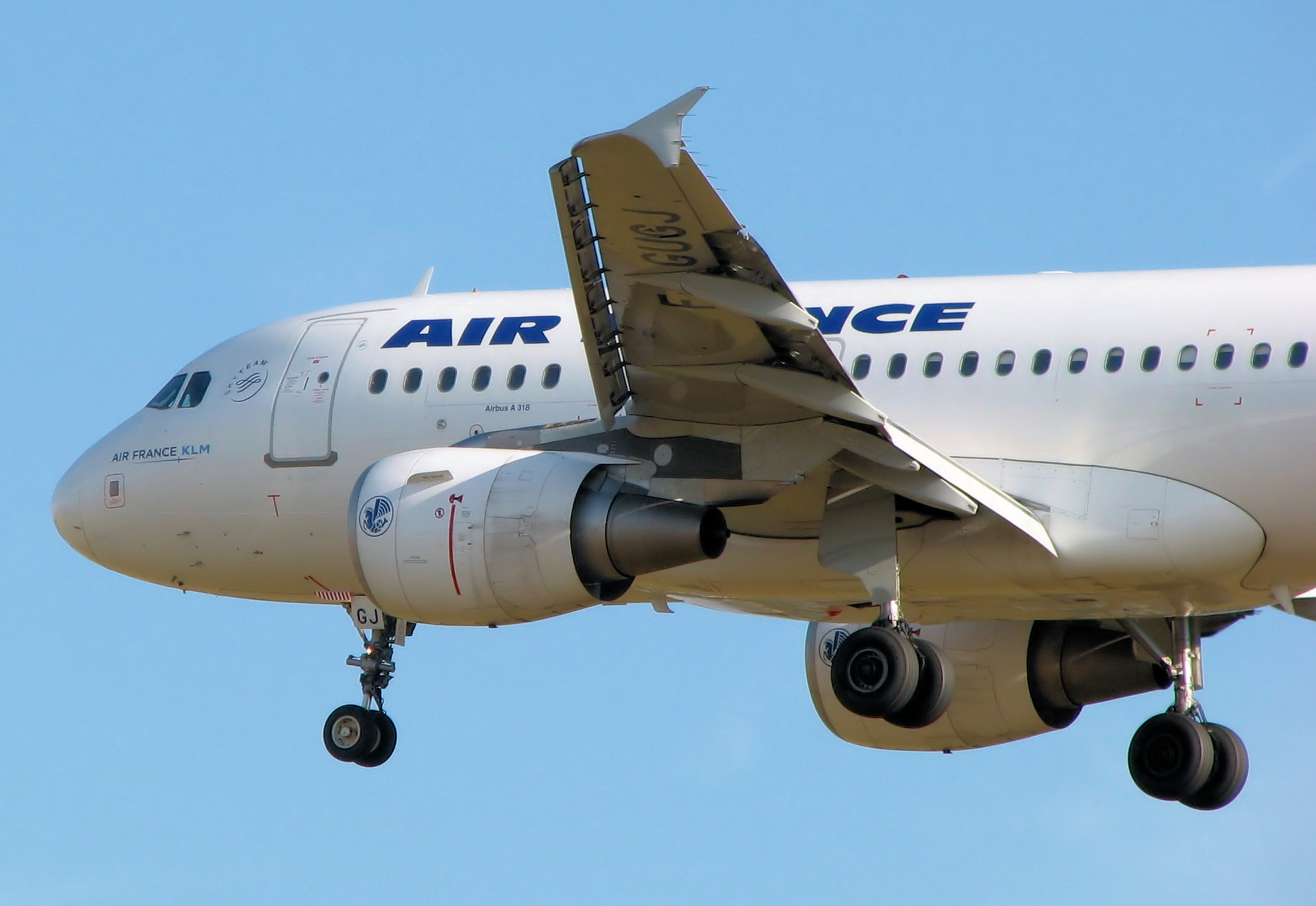
에어 프랑스의 에어버스 A318 앞쪽 가장자리이이이 슬래트

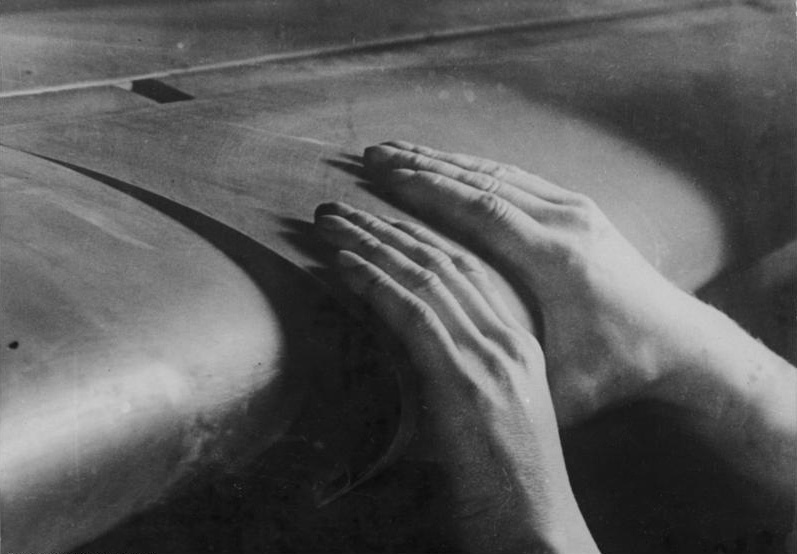
메서슈미트 Bf 109의 자동형 슬랫

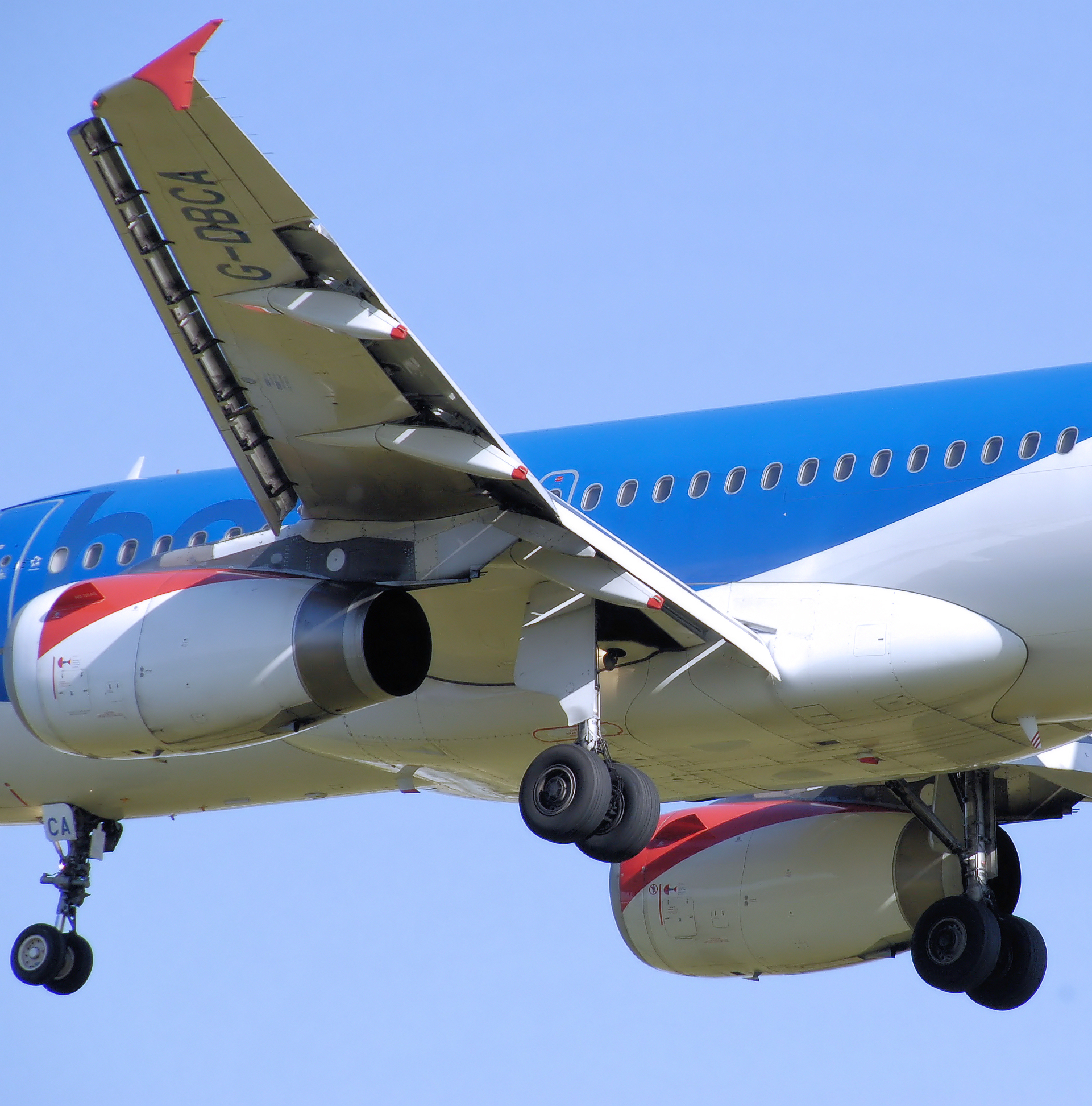
착륙하는 에어버스 A319-100의 날개. 앞쪽 가장자리의 슬랫과 뒤쪽의 플랩이 확장된다.

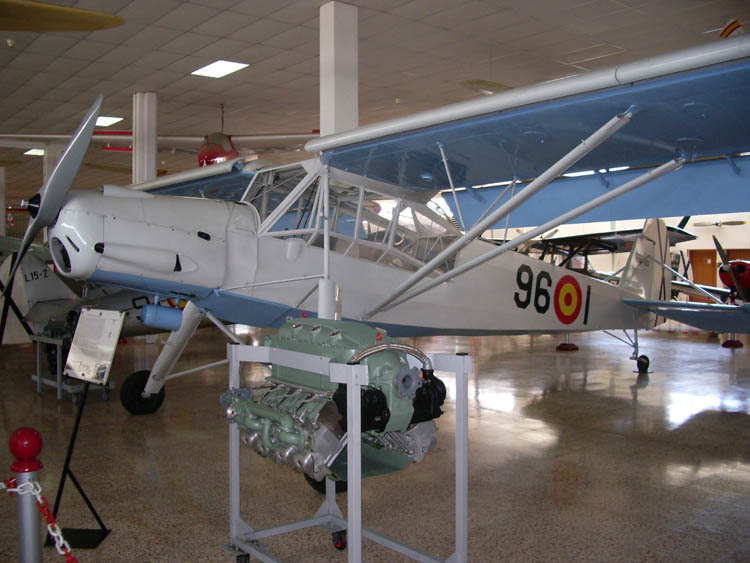
피젤러 Fi 156은 앞쪽 가장자리(고정 슬랫)에 영구적으로 확장된 슬롯을 가지고 있었다.

슬랫(Slat)은 고정익 항공기의 날개 앞쪽 가장자리에 있는 공기역학적인 표면으로 날개가 보다 높은 받음각으로 전개될 수 있도록 한다. 항공기의 보다 높은 상승 계수는 받음각과 속도의 결과로 생성되기 때문에 슬랫을 배치한 항공기는 보다 느린 속도로 비행하거나 보다 짧은 거리에 이착륙할 수 있다.
슬랫은 보통 항공기의 착륙이나 스톨과 가까운 기동 수행 도중에 사용되지만 보통 항력을 최소화하기 위해 스톨 속도를 줄여가면서 정상 비행에서 후퇴한다. 슬랫은 항공기의 날개 가장자리를 따라 움직이는 플랩 시스템과 마찬가지로 여객기에 사용되는 여러 개의 고양력 장치 가운데 하나이다.

## 유형
슬랫은 다음과 같은 유형으로 나뉜다.
- 자동형 슬랫: 스프링으로 적재된 슬랫은 날개 가장자리와 같은 높이에 놓여 있으며 날개에 작용하는 공기의 힘에 의해 제자리에 고정되어 있다. 항공기가 속도를 줄이면 공기역학적인 힘이 감소하고 스프링이 슬랫을 확장한다. 때때로 핸들리 페이지 슬랫(Handley-Page slats)이라고도 한다.
- 고정형 슬랫: 영구히 연장되도록 설계되어 있다. 이것은 때때로 전문 저속 항공기(이것을 슬롯이라고 부른다)에 사용되거나 단순성이 속도보다 우선일 때에 사용된다.
- 전동 슬랫: 조종사의 제어를 통해 슬랫을 확장할 수 있다. 이것은 보통 여객기에서 사용된다.

## 기능
슬랫의 익현은 전형적인 날개의 익현 가운데 몇 퍼센트밖에 되지 않는다. 슬랫은 날개 바깥쪽의 1/3 이상으로 확장될 수도 있고, 전체 앞쪽 가장자리를 덮을 수도 있다. 루트비히 프란틀을 비롯한 많은 초기 공기역학자들은 슬랫이 높은 에너지 흐름을 주 익형의 흐름으로 유도함으로써 작용하여 경계층을 다시 가동시키고 스톨을 지연시키는 작용을 한다고 믿었다. 실제로 슬랫은 슬롯의 공기를 고속으로 주지 않으며(실제로 그 속도를 감소시킨다) 또한 실제 경계층 밖의 모든 공기는 총열이 같으므로 고에너지 공기라고 할 수 없다.

## 역사
슬랫은 1918년에 구스타프 라흐만에 의해 처음 개발되었다. 1917년 8월에 럼플러 C 항공기의 스톨 관련 충돌로 인해 라흐만은 이 아이디어를 개발하게 되었고 1917년에 쾰른에서 작은 나무 모형이 세워졌다. 라흐만은 1918년에 독일에서 최첨단 슬랫에 대한 특허를 출원했다. 그러나 독일 특허청은 날개를 나눠서 스톨을 연기시킬 가능성을 믿지 않았기 때문에 처음에는 이를 거부했다.
영국의 핸들리 페이지 리미티드(Handley-Page Ltd)는 라흐만과는 독립적으로 높은 받음각에서 날개 상부 표면으로부터의 흐름의 분리를 지연시킴으로써 노점을 지연시키는 방법으로 슬롯형 윙을 개발하였고 1919년에 특허를 신청하였다. 특허 경쟁을 피하기 위해 그들은 라흐만과 소유권 협정을 맺었다. 그 해에 에어코 DH.9에는 슬랫을 활용한 시험 비행이 장착되었다. 나중에 에어코 DH.9A는 저속 성능 향상을 시험하기 위해 첨단 슬랫과 함께 전개될 수 있는 풀 스팬 선행 슬랫 및 후행 에지 에어론(나중에 후행 에지 플랩이라고 명명됨)을 장착한 대형 날개가 장착된 단면기로 개조되었다. 이것은 나중에 핸들리 페이지 H.P.20(Handley Page H.P.20)으로 알려졌으며다. 라흐만은 핸들리 페이지(Handley-Page) 항공기 회사에 취직한 이후에 핸들리 페이지 햄던(Handley Page Hampden)을 포함한 여러 항공기의 설계를 담당했다. 해당 디자인을 허가하는 것은 1920년대에 그 회사의 주요 수입원 중 하나가 되었다. 원래의 디자인은 날개 앞쪽 가장자리 근처에 고정된 슬롯의 형태로 되어 있었는데 이것은 다수의 STOL 항공기에 사용된 디자인이었다.
제2차 세계 대전 동안 독일 항공기는 일반적으로 공기 압력에 의해 날개 앞쪽 가장자리에 대해 수평으로 밀림으로써 항력을 감소시키는 보다 진보된 버전의 슬랫을 장착했는데, 받음각이 받음 임계각으로 증가했을 때 튀어나왔다. 그 당시 주목할 만한 슬랫는 독일 피젤러 Fi 156에 속해 있었다. 이것들은 수축성 슬랫과 설계가 유사했지만 고정되고 수축되지 않았다. 이 설계 특징은 항공기가 45m 미만의 가벼운 바람으로 이륙하고 18m에서 착륙하는 것을 가능하게 했다. 메서슈미트(Messerschmitt)가 설계한 항공기는 일반적인 규칙으로 자동 스프링 장착형 첨단 슬랫을 사용했다. 제2차 세계 대전 이후에 슬랫은 보다 더 큰 항공기에도 사용되었고 일반적으로 유압 장치나 전기에 의해 작동되었다.

## 같이 보기
- 플랩